# マリオパーティ4
『マリオパーティ4』（マリオパーティフォー、MARIO PARTY 4）は、 ハドソンとシーエイプロダクションが開発、任天堂から2002年に発売されたコンピュータゲーム。マリオパーティシリーズの4作目にあたる。ゲームキューブ用ソフトの販売本数で第2位を記録。日本は同年11月8日、アメリカは同年10月21日、ヨーロッパは同年11月29日に発売。

## 概要
『マリオパーティ4』より対応ハードがNINTENDO 64からニンテンドーゲームキューブに移行し、ボードマップなどのグラフィックが3Dになった。また「パーティモード」では新システムが導入され、「ストーリーモード」ではクリアする度にCOMプレイヤーが強くなっていく難易度「おまかせ」が登場した。また「ミニゲームモード」では「ビンゴバトル（ビンゴゲームに近い内容のゲーム）」や、自分で好きなミニゲームを登録できる「カスタムパック」が追加された。2人で競う「デュエルミニゲーム」は今作では一旦廃止された。
主な新要素として、ボードゲームでは、使うと自分のキャラが巨大化する「デカキノコ」と使うと小さくなる「チビキノコ」を使い分けてマップを進む「デカチビシステム」が導入され（なお、「デカチビシステム」は『マリオパーティ5』以降は搭載されておらず、現時点では今作のみの導入となっている）、通過すると発生するイベントではローリスク・ハイリターンで一発逆転の要素が強い、いわゆるギャンブル系のイベントが増加した。また、ボードゲームの司会やスターなどをプレイヤーに渡す役は前作までは主にキノピオが（『マリオパーティ3』のみミレニアムスターが担当した）行っていたが、今作ではキノピオの他に5体のキャラがボードマップごとに司会やアイテムショップを務めるため、キノピオの司会役としての出番は前作からさらに減った。
本作のBGMは嶋倉一朗が全曲作曲。
初代『マリオパーティ』から続いてきた旧来のマリオパーティシリーズの集大成とも言える作品で、『マリオパーティ5』以降は大幅なゲームシステムの変更がされている。

## ストーリー
マリオたちの誕生日をお祝いしようと、キノピオやノコノコ、ヘイホーたちが謎の立方体「パーティーキューブ」に乗って「プレゼント」を持ってやってきた。キノピオたちは、自分達が用意したパーティで対戦して、勝つことができればこの「プレゼント」をくれるという。かくしてマリオたちは、プレゼントをかけてバースディパーティで勝負をすることとなった。

## キャラクター

### プレイヤー
- マリオ
- ルイージ
- ピーチ
- ヨッシー
- ワリオ
- ドンキー - プレイヤーとしての登場は『マリオパーティ10』まで遠ざかる（『マリオパーティ5』～『マリオパーティ9』ではイベントキャラ扱い）。
- デイジー - 今作から容姿が変更された（詳しくは『デイジー』のページを参照）。前作では一部のモードでしか使用できなかったが、今作以降、全てのモードで使用可能となった。
- ワルイージ - デイジー同様、今作以降、全てのモードで使用可能となった。

### ガイド・その他
キノピオ
「わくわくパーティ」のガイドを担当する。他に、ミニゲーム「バルーンショット!」「キノピオバーガー」などで登場する。
テレサ
「ひやひやパーティ」のガイドのほか、通過イベントの「よこどりの館」を担当する。他に、ミニゲーム「ブルブルしんさつしつ」 「みつけてキャッチ」などで登場する。
ヘイホー
「はらはらパーティ」「プレゼントルーム」のガイドを担当する。他に、ミニゲーム「カプセルファクトリー」「たいほうかくれんぼ」などで登場する。
クリボー
「どきどきパーティ」「ミニゲームモード」のガイドを担当する。他に、ミニゲーム「クリボーサバイバル」などで登場する。
ノコノコ
「うきうきパーティ」「オプションルーム」のガイドを担当する。他に、ミニゲーム「バルーンショット!」などで登場する。
ミニクッパ
「クッパパーティ」のガイドを担当する。また、「クッパマス」に止まると出現し、プレイヤー達からコインを奪う。
クッパ
「クッパマス」に止まるとまれに登場し、プレイヤー達の邪魔をする。また、「クッパパーティ」のマップ上にも登場する。
ビリキュー
アイテムの「ビリキューシール」を使用したときに登場する。
ランプのまじん
太鼓腹で、頭にランプを被った体格が大きいキャラクター。ズボンは着ているが上半身は裸である。アイテム「まじんのランプ」を使用したときに登場し、ランプのまじんがジャンプで起こす反動でプレイヤーをスターの位置まで移動させてくれる（跳ばされる）。登場したのは現時点では今作が最後（マリオパーティ5以降はハナチャンが役割を担当する）。
ワンワン
アイテム「ワンワンホイッスル」を使用したときに登場する。他に、ミニゲーム「しゃくねつ!ワンワン!」で登場する。
ドッスン
エクストラルームの「ドッスンのどすどすパーティ」の司会をする。他に、ミニゲーム「みつけてキャッチ!」で登場する。
バッタン
エクストラルームの「バッタンのばたばたパーティ」の司会をする。他に、ミニゲーム「バッタンドミノ」で登場する。
ズター
エクストラルームの「はくねつ!ビーチバレー」で登場する。
チビクリボー
「どきどきパーティ」のミニミニゲームで登場する。
ヘイホー像
「はらはらパーティ」の2か所にあるヘイホーの像。このヘイホー像の前に3マス並んである「?マス」に止まると、「たのしいおいのり」または「かなしいおいのり」のどちらかを捧げなければならない。
ヘイヘイホー像
「はらはらパーティ」のマップ中央にある巨大なヘイホーの像。ヘイホー像に間違ったお祈りを捧げると、このヘイヘイホー像の目から大量の涙が流れ、川が洪水状態になり、数ターンの間はマップの左右を渡る事ができなくなる。
ゼンマイヘイホー
「はらはらパーティ」のマップ右上にあるミニミニゲームで登場する。
ジャンゴ
「はらはらパーティ」で登場し、5コインを払うと乗せてもらえる。
あかテレサ
「ひやひやパーティ」で登場し、プレイヤーがこのあかテレサの前を通るごとに、あかテレサとろうそくが消えたりついたりする。これによって、マップ上にある橋も消えたり現れたりする。
おやかたテレサ
「ひやひやパーティ」のマップ右上におやかたテレサの絵の前にある「?マス」に3回止まると出現する。3回目に止まったプレイヤーは、他の3人のプレイヤー全員から、同時にコインやスターを奪える。ただし、支払うコインも3倍になる。
ウッキー
「うきうきパーティ」で登場。2か所の分岐点におり、バナナの皮を投げる。他に、ミニゲーム「どたばた!バナナガーデン」に登場する。
リフトン
「うきうきパーティ」の6マスの「?マス」に止まると出現するイルカ。背中に乗って別の場所まで移動させてくれる。
キラー
「クッパパーティ」のマップ上中央にあるミニミニゲームで登場。
マンタ
ミニゲーム「わくぐりダイビング」で登場し、金色のリングを出す。
ゲッソー
ミニゲーム「わくぐりダイビング」で登場する。
パタパタ
ミニゲーム「GOGO!スカイダイブ」で登場する。
プロペラヘイホー
ミニゲーム「GOGO!スカイダイブ」で登場する。
スローマン
ミニゲーム「かわして!ゆきがっせん」で登場し、雪玉を投げてくる。
ボムへい
ミニゲーム「ボムへいパズル」「みつけてキャッチ!」「ボムへいキョロキョロ!」「ボムへいスクランブル」で登場する。
プクプク
ミニゲーム「プクプクプール」「プクプクすくい」で登場する。
エアドッスン
ミニゲーム「エアドッスン」で登場する。
ドッシー
ミニゲーム「いぞけ!ドッシーボート」でドッシーの形をしたボートとして登場する。

## ゲームモード
パーティモード
1人〜4人でボードゲームをプレイできるモード。詳細はボードゲームの節を参照。
ストーリーモード
「プレゼント」をかけてCOMプレイヤーたちとボードゲームで競う、1人用のモード。詳細はボードゲームの節を参照。
ミニゲームモード
「パーティモード」「ストーリーモード」で発見したミニゲームを以下の4つのメニューで楽しめるモード。
あそぶ
発見したミニゲームを「フリープレイ」「タッグプレイ」「かちぬきバトル」「ビンゴバトル」の4つの遊び方でプレイできる。ちなみに、今作の「かちぬきバトル」では「ボーナスミニゲーム」が登場することがある（ここでは一番多くコインを取ったプレイヤーが勝ちとなる）。
リスト
これまでに発見したミニゲームのリストを閲覧できる。
カスタム
発見したミニゲームの中から好みのミニゲームを選び「カスタムパック」を作成することができる。作成したカスタムパックをボードゲームのルール設定で使用すると、登録しておいたミニゲームだけがターン終了時のミニゲームルーレットなどに表示されるようになる。なお、カスタムパックを作成するには「4人用ミニゲーム」を4つ、「1vs3ミニゲーム」を3つ、「2vs2ミニゲーム」を3つ、「バトルミニゲーム」を2つ以上それぞれ発見しておく必要がある。
きろく
ミニゲームで出したベストレコードを確認できる。
オプションルーム
コントローラの振動機能の設定、ステレオ･モノラルの切り替え、ゲームの成績の閲覧、BGMやキャラの声の試聴ができる。
プレゼントルーム
「ストーリーモード」で手に入れた「プレゼント」をキャラクターごとに確認できるモード。
エクストラルーム
ここでしか遊べない特別なミニゲームをプレイできるモード。ガイドはドッスンとバッタンが担当する。

## ボードゲーム
「パーティモード」と「ストーリーモード」ではボードゲームをプレイすることができる。設定されたターン数が終了した時点で、所持しているスターの数が最も多いプレイヤー・チームの優勝。各モードの詳細は以下の通り。
パーティモード
1人〜4人でボードゲームがプレイできるモード。今作から「バトルロイヤル」と「タッグマッチ」の2つのルールから対戦形式を選べるようになった。対戦形式の詳細は以下の通り。
バトルロイヤル
4人でスターを集めた数を競う。ゲームのながれはこれまでのシリーズと同様である。「ストーリーモード」ではこの対戦形式でプレイする。
タッグマッチ
2人1組でチームに分かれ、2人でスターを集めた合計数を競う。ゲームのながれは基本的には「バトルロイヤル」と同様で、スター･コイン･アイテムはプレイヤーごとに持つが、アイテムは同じチームのパートナーが持っているものを使うこともできる。ターン終了時のミニゲームは「4にんでミニゲーム」「2vs2ミニゲーム」のどちらかが発生し、「1vs3ミニゲーム」は一切発生しない。また「2vs2ミニゲーム」が発生した場合は止まったマスの色に関係なく、チーム別に分かれてプレイすることになる。
ストーリーモード
COMが操作するライバルたちとボードゲームで競う1人用のモード。COMキャラはランダムで選ばれる。ボードマップでプレイヤーキャラが勝利するとそのマップのガイドキャラと1対1で「ストーリーミニゲーム」で勝負でき、そこで勝利して初めて操作キャラ専用のプレゼントを1つ入手できる。ボードゲームの流れは「パーティモード」と同様だが、対戦形式が「バトルロイヤル」・ターン数「15ターン」・「ボーナスあり」と、ルールが一部固定されている。COMプレイヤーの強さはゲーム開始時の難易度の設定により決まる。
なお、今作のターン終了時のミニゲームではごくまれに「ラッキーミニゲーム」のイベントが発生し、獲得できるコインが2倍・3倍・1倍（通常と同じで、いわゆるハズレ）になることがある。ボーナスミニゲームが選ばれることもあり、その場合、獲得したコインにさらに2 - 3倍される。

### アイテム
「アイテム」は基本的に「アイテムショップ」で購入するなどで入手ができる。1人3つまで持つことができ、サイコロブロックを叩く前に1つだけ使用できる（持っているだけで効果が現れるアイテムもある）。「タッグマッチ」の場合は同じチームのパートナーが持っているアイテムを自分に使うこともできる。なお、今作では「デカキノコ」「チビキノコ」などのキノコ系アイテムを使用するとキャラクターの体の大きさが変わり、様々な効果を得ることができる。この仕組みを「デカチビシステム」という。
デカチビシステム
「デカキノコ」「スーパーデカキノコ」を使うと体が大きくなり（デカ状態）、「チビキノコ」「スーパーチビキノコ」を使うと体が小さくなり（チビ状態）、それぞれの体の大きさに応じた様々な効果を得ることができる。

### ラスト5ターンイベント
ラスト5ターンになると途中経過が発表され、以下のような特別ルールが追加される。その時点で4位のプレイヤーがルーレットで3つの中(4つあるがランダムで3つ選出)からどれか1つを決める。
プラスマス・マイナスマスのコインばいぞう
プラスマス・マイナスマスのコインの増減が2倍になる（ゲームキューブのマリオパーティシリーズで、プラスマス・マイナスマスの効果が2倍なのは今作のみである）。
スタープレゼント
20コインで交換できるスターが無料でもらえるようになる。
マイナスマスがクッパマス
ボードマップ上にある全ての「マイナスマス」が「クッパマス」に変わる。
マイナスマスがミラクルマス
ボードマップ上にある全ての「マイナスマス」が「ミラクルマス」に変わる。ミラクルマスの特性上、大逆転が起こりやすくなる。

## ボードマップ
今作からボードマップは3Dになったが、ボードマップのルートは全てマップの上空に組まれており、地面にふれることはない。やや平面的な構造（ボードマップが完全な立体になるのは『マリオパーティ5』からである）。
今作はボードマップごとにガイドキャラが決められていて、そのガイドキャラがアイテムショップ・くじ屋・よこどりの館の案内をしたり、スターの交換・ミニゲームの解説などをする。全部で6種類のボードマップがあるが、「クッパパーティ」はストーリーモードである条件をクリアしないと、パーティモードでは選べない。

## ミニゲーム
ボードゲームでは全員の移動が終わると「ミニゲーム」が行われる。発生するミニゲームの種類は各プレイヤーの止まったマスの色によって決まる。ただし緑色のマスにとまった時は、ランダムで青か赤に変わる。ちなみに、今作と『マリオパーティDS』のみミニゲーム終了時に、キャラクター全員が勝ちボイス・負けボイスを言う。なお、ボードゲームで一度遊んだミニゲームは以後「ミニゲームモード」で自由に遊べるようになる。
ミニゲームは9つのジャンルに分かれており、全部で62種類ある。